# Khotan
Khotan eller Hotan är en stad på häradsnivå under prefekturen med samma namn i Xinjiang-regionen i nordvästra Kina. Den ligger omkring 980 kilometer sydväst om regionhuvudstaden Ürümqi. 
Khotan är en oas vid  södra randen av Taklamakanöknen. Den låg längs den södra karavanrutten runt Taklamakanöknen på Sidenvägen till Indien och Centralasien. Staden var berömd för sin produktion av jade som ansågs vara den bästa i hela Kina. Khotan var också namnet på ett buddhistiskt kungarike längs den södra Sidenvägen 100–1000 e.Kr. Från Khotan finns texter bevarade skrivna på sakiska, ett idag utdött östiranskt språk.
Marco Polo (1254-1324) passerade Khotan på sin väg till Kina och beskriver staden i sin reseberättelse:
| ”            | [..] Allt som hör till det mänskliga livets nödtorft finner man där i rikaste mängd. Vidare odlas bomull, lin, hampa, vin och annat. Invånarna äger lantgods, vinberg och talrika trädgårdar. De livnär sig även av handel och industri, men de är inga goda soldater. [...] | „ |
| – Marco Polo | |   |